# Ponson-Debat-Pouts
Ponson-Debat-Pouts là một xã thuộc tỉnh Pyrénées-Atlantiques trong vùng Nouvelle-Aquitaine miền tây nam nước Pháp.